# Талавера (футбольный клуб)
«Талавера» (исп. Talavera CF) — бывший испанский футбольный клуб из города Талавера де ла Рейна, в провинции Толедо в автономном сообществе Кастилия — Ла-Манча. Домашние матчи проводил на стадионе «Эль-Прадо», вмещающем 5 000 зрителей. В Примере и Сегунде команда никогда не выступала, лучшим результатом является 2-е в Сегунде B в сезоне 1996/97. В связи с финансовыми проблемами клуб прошел процедуру банкродства в августе 2010 года, был понижен в классе и сменил название на «Club Deportivo Talavera». В августе 2011 года, клубы «Талавера» и «Сан-Пруденсио» были объединины в «Талавера де ла Рейну», которая использует стадион, цвета и логотип оригинальной «Талаверы».

## Сезоны по дивизионам
- Сегунда B — 19 сезонов
- Терсера — 25 сезонов
- Региональная лига — 18 сезонов

## Достижения
- Терсера
  - Победитель (2): 1990/91, 1992/93